# Ignacio Mieres
Pour les articles homonymes, voir Mieres.

a Compétitions nationales et continentales officielles uniquement.

b Matchs officiels uniquement.
Dernière mise à jour le 18 septembre 2024.
Ignacio Mieres, né le 6 avril 1987 à Buenos Aires, est un joueur international argentin de rugby à XV qui évolue aux postes de demi d'ouverture et de centre.

## Biographie
Ignacio Mieres commence à pratiquer le rugby à XV avec l'Asociación Deportiva Francesa, dès l'âge de 6 ans, suivant les pas de son père ; il y occupe le rôle de buteur. Il s'essaye également au football au poste de gardien de but ; contacté pour rejoindre l'académie de Chacarita à la vue de son potentiel, il préfère tout de même se consacrer au ballon ovale.
Victime d'une malformation des jambes pendant sa jeunesse, son père l'aide à se déplacer en le portant sous ses bras : ce handicap temporaire lui vaut son surnom, Cangu (kangourou en espagnol).
Il porte à plusieurs reprises le maillot national, d'abord en catégorie junior avec les moins de 19 ans, puis avec les Pumas de 2007 à 2010 contre le Chili et l'Uruguay,.
En 2008, il rejoint l'Europe : il évolue d'abord pendant les trois derniers mois de la saison 2007-2008 avec les Leicester Tigers. Il signe ensuite au Stade français Paris ; néanmoins, il ne peut joueur aucun match sous le maillot parisien, le club comprenant déjà deux autres joueurs extra-communautaires, soit la limite autorisée. Il est alors prêté au club de l'USA Perpignan en tant que joker médical jusqu'à la fin de la saison 2008-2009, remplaçant Dan Carter alors blessé.
Après être retourné au Stade français, il rejoint en 2010 l'Angleterre, cette fois-ci avec les Exeter Chiefs où il s'épanouit. Il connaît alors deux nouvelles sélections internationales avec les Pumas, pour les matchs amicaux joués à domicile contre l'Italie et la France,.
En perte de temps de jeu pendant la saison 2012-2013, il signe ensuite avec les Worcester Warriors à partir de 2013, comme remplaçant d'Andy Goode. Néanmoins, après la relégation de Worcester en deuxième division en 2014, il perd sa place de titulaire. Il quitte le club à l'intersaison 2015, pressenti pour rejoindre son Argentine natale.
Projetant de quitter le pays britannique pour regagner la France, il est ainsi contacté par Raphaël Saint-André, alors entraîneur de l'US Dax ; son contrat est officialisé le 21 août 2015, une fois le maintien en Pro D2 du club dacquois acté,. Pendant la saison 2016-2017, son temps de jeu se réduit, frappé par plusieurs blessures pendant la saison 2016-2017, dont une fracture du larynx qui met fin à sa saison.
Mieres s'engage ensuite en 2017 avec le SU Agen pour les deux saisons à venir. Néanmoins, après une saison marquée entre autres par de nouvelles blessures, le club lot-et-garonnais souhaite se séparer du joueur, ; il figure alors dans la liste de Provale des joueurs au chômage.
Il s'engage finalement avec l'US Marmande en Fédérale 1.
Après une demi-saison disputée, freinée par de nouvelles douleurs aux adducteurs, il signe avec le Stade dijonnais.
Le club bourguignon étant relégué à l'issue de la saison 2021-2022, Mieres change d'équipe tout en restant en division Nationale : il rejoint le RC Suresnes.
Peu utilisé en début de saison 2023-2024, Mieres rompt son contrat pour raisons personnelles ; il s'engage en janvier 2024 avec les American Raptors, club basé aux États-Unis et participant au Súper Rugby Américas, compétition entre équipes du continent américain, afin de rapprocher de sa famille argentine. À l'intersaison du Súper Rugby Américas et toujours sous contrat avec les Raptors, il entretient sa pratique sportive au sein de son club formateur en Argentine, l'Asociación Deportiva Francesa, participant au championnat de l'URBA.